# Julien Huvelin
Pour les articles homonymes, voir Huvelin.
Julien Huvelin, né le 28 octobre 1983, est un ancien joueur international français de rink hockey. En club, il évolue au sein de La Vendéenne, avec lequel il a obtenu le titre de champion de France de N1 et la coupe de France.

## Biographie
Il annonce sa retraite sportive à la fin de la saison 2011-2012. Néanmoins, il continue à jouer l'équipe de N1 lors des saisons suivantes, puis dans l'équipe réserve à partir de la saison 2013-2014.